# プラティヌムカース・アレーナ
ニア・パルケン（スウェーデン語: Nya Parken）は、スウェーデン・ノーショーピングにあるサッカー専用スタジアム。1903年の開場以来IFKノルシェーピンがホームスタジアムとして使用している。命名権を売却しているため、プラチナムカーズ・アレーナ（Platinumcars Arena）とも呼ばれている。

## 概要
1903年9月25日、ノーショーピングスポーツ協会の記念事業の一環としてスタジアムは開場した。開場以来、地元のサッカークラブであるIFKノルシェーピンがホームスタジアムとして使用している一方で、これまでに3度のメジャーなサッカーの国際大会を開催するなど、国内でも有数のスタジアムの一つに数えられている。
1903年の開場当初は陸上競技を開催するための陸上トラックなどが併設されていたが、UEFA EURO 1992開催に併せて撤去され、サッカー専用スタジアムへと変更された。また、2008年にはスタジアムの一部を残して建て替え工事が行われ、2009年に完成した新スタジアムは近代的な機能を備えたスタジアムになった。
1903年から2009年の建て替え以前の名称はノーショーピング・イドロッツパルク（Norrköpings Idrottspark）であり、建て替え後はニア・パルケン（Nya Parken）という名称が取られている。また、2016年からスタジアムの命名権を売りに出しているため、同年から2020年まではエストゲータポルテン（Östgötaporten）と呼ばれていた。2020年3月からは、国内の高級車専門代理販売店のPlatiumCars社が命名権を購入し、プラチナムカーズ・アレーナ（Platinumcars Arena）と命名されている。

## 開催された主な大会・試合
- 1958 FIFAワールドカップ

| 日付          | ホームチーム | 結果 | アウェーチーム | ラウンド  |
| ------------- | ------------ | ---- | -------------- | --------- |
| 1958年6月8日  | フランス     | 7-3  | パラグアイ     | グループ2 |
| 1958年6月11日 | パラグアイ   | 3-2  | スコットランド | グループ2 |
| 1958年6月19日 | フランス     | 4-0  | 北アイルランド | 準々決勝  |

- UEFA EURO '92

| 日付          | ホームチーム   | 結果 | アウェーチーム | ラウンド  |
| ------------- | -------------- | ---- | -------------- | --------- |
| 1992年6月12日 | CIS            | 1-1  | ドイツ         | グループB |
| 1992年6月15日 | スコットランド | 0-2  | ドイツ         | グループB |
| 1992年6月18日 | スコットランド | 3-0  | CIS            | グループB |

- UEFA欧州女子選手権2013

| 日付          | ホームチーム | 結果         | アウェーチーム | ラウンド  |
| ------------- | ------------ | ------------ | -------------- | --------- |
| 2013年7月12日 | フランス     | 3-1          | ロシア         | グループC |
| 2013年7月15日 | スペイン     | 0-1          | フランス       | グループC |
| 2013年7月18日 | ロシア       | 1-1          | スペイン       | グループC |
| 2013年7月25日 | ノルウェー   | 1-1 (4-2 p.) | デンマーク     | 準決勝    |